# Törnerska villan

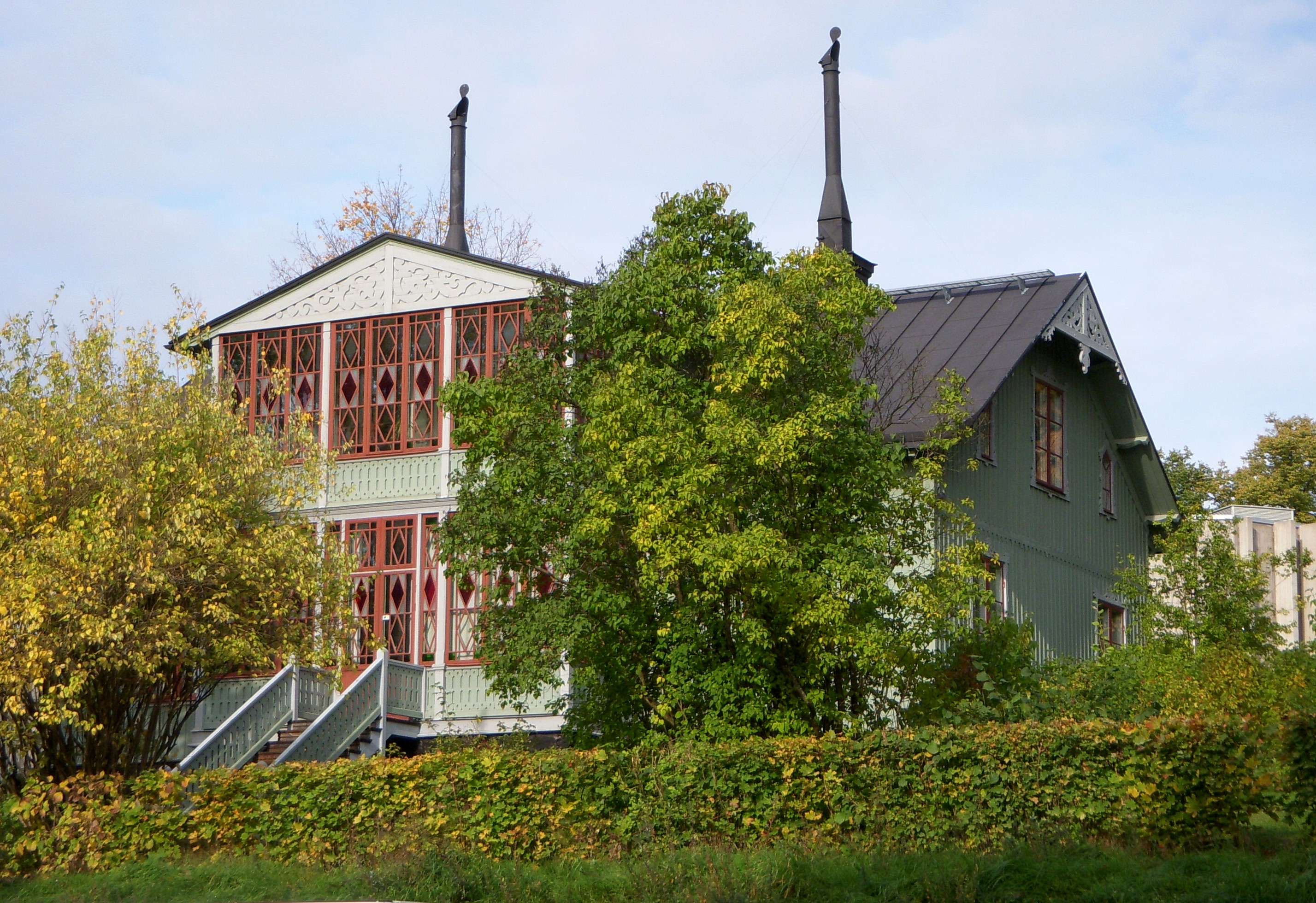
"Törnerska villan" i oktober 2008.

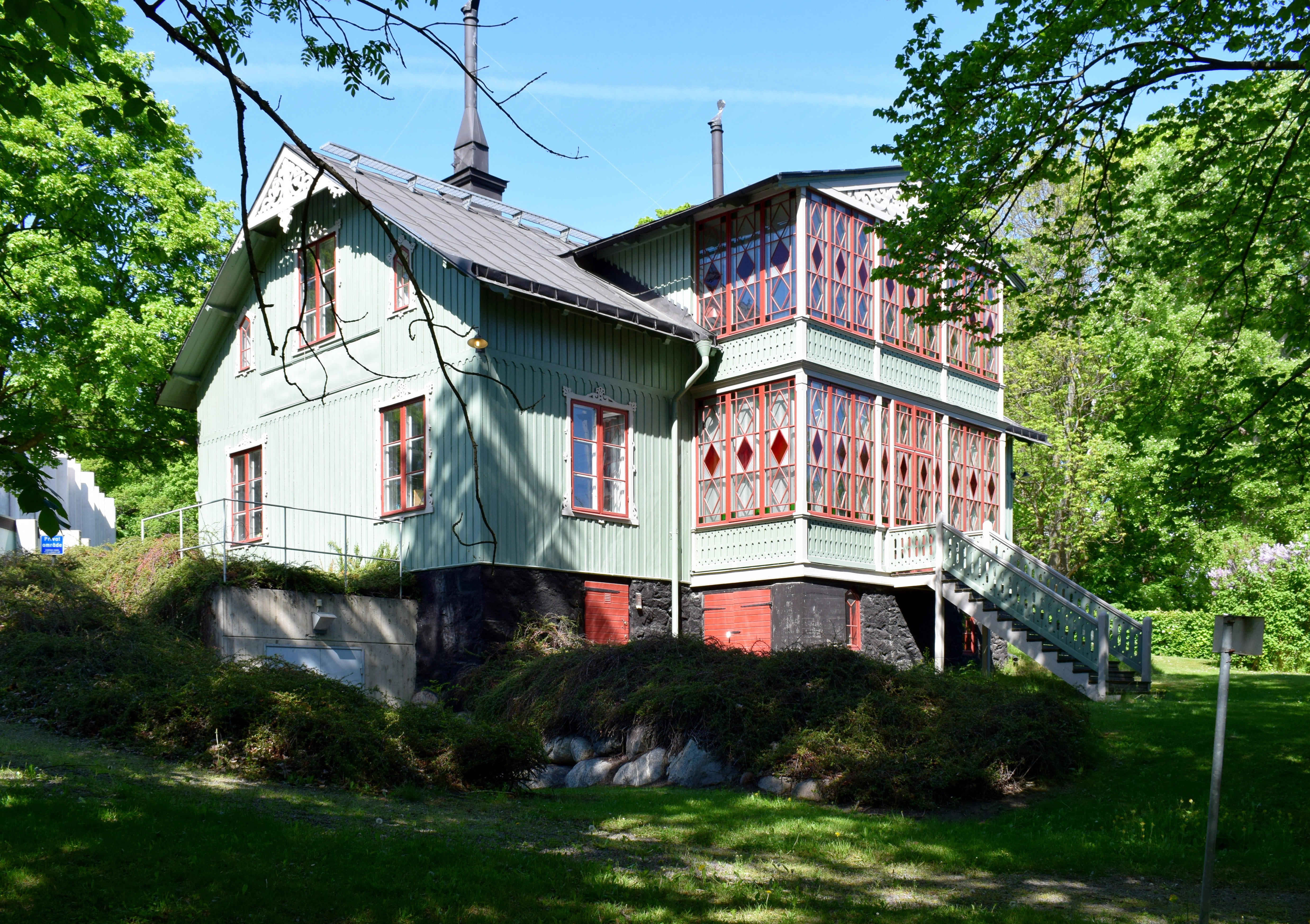
"Törnerska villan" i maj 2018.

Törnerska villan är en byggnad i kvarteret Förrådsbacken i stadsdelen Östermalm i Stockholm. Villan ligger vid Dag Hammarskjölds väg strax norr om Diplomatstadens villakvarter och tillhör idag Sveriges Radio.

## Beskrivning
Törnerska villan ligger på en liten kulle, den så kallade Björkhagen, norr om Engelska kyrkan  och väster om Artillerikyrkogården. Huset är en ljusgrönmålad träbyggnad med röda fönstersnickerier. Mot söder reser sig en stor glasveranda med spröjsade fönster i rombmönster, färgat glas och mycket snickarglädje. Villan byggdes på 1870-talet av artillerifyrverkaren Adolf Rickard Törner (1841-1897). Han experimenterade här med bland annat raketer. Vid den tiden fanns i detta område ett laboratorium för krut- och ammunitionstillverkning. Huset var privatbostad till år 2002 men ägs idag av Sveriges Radio som använder det som kontor för Berwaldhallen. Huset inrymmer idag (2008) hela Berwaldhallens administration.
Villan är blåmärkt av Stadsmuseet i Stockholm, vilket är det starkaste skyddet och innebär "att bebyggelsen bedöms ha synnerligen höga kulturhistoriska värden".